# Helena Blach Lavrsen
Helena Blach Lavrsen   (Frederiksberg, 7 de juny de 1963) és una jugadora de cúrling danesa, ja retirada, que va competir durant les dècades de 1980 i 1990. Està casada amb el també jugador de cúrling Lasse Lavrsen.
Durant la seva llarga carrera esportiva va prendre part en tres edicions dels Jocs Olímpics d'Hivern, el 1988 i 1992, en què el cúrling fou un esport de demostració, i el 1998, on guanyà la medalla de plata.
En el seu palmarès també destaquen una medalla d'or, una de plata i dues de bronze al Campionat del Món de cúrling i una d'or, una de plata i dues de bronze al Campionat d'Europa. Amb el Hvidovre Curling Club guanyà 15 campionats danesos.